# Federazione lavoratori pubblici e funzioni pubbliche
La Federazione lavoratori pubblici e funzioni pubbliche è una federazione sindacale italiana. La federazione è nata nel 1999. È membro della Confederazione europea dei sindacati indipendenti dal 2004. Ha sede a Roma.
La Confederazione italiana sindacati autonomi lavoratori e la Confederazione generale dei sindacati autonomi dei lavoratori anche sono membri della Confédération Européenne des Syndicats Indépendants. F.A.S.I.- Federazione autonoma della stampa italiana, F.U.L.S.C.A.M. S.N.A.U.G., S.U.N.A.S., e U.S.A.P.I. sono (tra) le federazioni aderenti e/o affiliati alla federazione sindacale.
Il segretario generale ė Marco Carlomagno. È attiva in tutte le regioni d'Italia.